# Messatoporus transversostriatus
Messatoporus transversostriatus là một loài tò vò trong họ Ichneumonidae.